# ایوان ترنر
ایوان ترنر (انگلیسی: Yvonne Turner؛ زادهٔ ۱۳ اکتبر ۱۹۸۷) بازیکن بسکتبال اهل ایالات متحده آمریکا است.